# Odense Zoo
Odense Zoo is een dierentuin in de Deense stad Odense. 

## Geschiedenis
De dierentuin opende zijn poorten in 1930 onder de naam Odense Dyrehave, maar veranderde haar naam in 1933 in Odense Zoo. De dierentuin werd opgericht door Christian Jensen, maar in 1980 werd de dierentuin door zijn familie verkocht aan Odense Kommune, een onafhankelijke instelling. In 1983 werd het park gemoderniseerd.
Het park ligt aan beide zijdes van de rivier Odense. In 1946 werd een pretpark gebouwd aan de andere zijde van de rivier, om een breder publiek te trekken naar het park. Dit park heette Fyns Tivoli en werd opgericht door Chistian Jensen. Het pretpark werd in 1962 echter weer verkocht. Na het sluiten van Fyns Tivoli werd het land in 1994 gekocht om de dierentuin in 1995 uit te breiden naar 3,6 ha.

## Dieren
Dit overzicht is mogelijk incompleet; u kunt helpen door het uit te breiden.
In Odense Zoo leven ongeveer 2000 dieren, verdeeld over 147 verschillende soorten. Hieronder een overzicht van de enkele diersoorten die er leven in het park.

### Amfibieën
- Bijengifkikker
- Blauwe pijlgifkikker

### Insecten
- Mexicaanse roodknievogelspin

### Reptielen
- Boa constrictor
- Kolenbranderschildpad
- Lampropeltis triangulum sinaloae
- Seychellenreuzenschildpad

### Vissen
- Rode Piranha
- Roodstaartmeerval
- Zwarte pacu

### Vogels
- Emoe
- Ezelspinguïn
- Flamingo
- Geelvleugelara
- Grote zilverreiger
- Helmparelhoen
- Hyacinthara
- Incastern
- Kleine pelikaan
- Koereiger
- Koningspinguïn
- Kuifhoenderkoet
- Mangrovereiger
- Nandoe
- Rode ibis
- Struisvogel
- Zuidelijke rotspinguïn

### Zoogdieren
- Alpaca
- Bennettwallaby
- Boliviaans doodshoofdaapje
- Californische zeeleeuw
- Caribische lamantijn
- Chimpansee
- Dwergmangoest
- Dwergzijdeaapje
- Gewone zeehond
- Giraffe
- Goudkopleeuwaapje
- Grévyzebra
- Kameel
- Keizertamarin
- Kleine panda
- Laaglandtapir
- Lampongaap
- Leeuw
- Rendier
- Ringstaartmaki
- Sabelantilope
- Shetlandpony
- Siberische tijger
- Sitatoenga
- Tweevingerige luiaard
- Varken
- Witsnuitneusbeer
- Zebramangoeste
- Zwartstaartprairiehond